# Tatiana Merlino
Pour les articles homonymes, voir Merlino (homonymie).
Tatiana Merlino est une journaliste brésilienne. Elle a été reporter et éditrice du journal Brasil de Fato et de la revue Caros Amigos (en). Elle est l'une des fondatrices des projets de presse alternative Agência Pública et Ponte Jornalismo. Elle a été l'une des responsables de la communication de la Commission nationale de la vérité, au niveau de l'État de São Paulo,,. Elle a organisé les rapports de la situation des droits de l'homme au Brésil entre 2010 et 2012,,.
Son activité en tant que journaliste, normalement sur des thèmes liés aux droits de l'homme, lui a valu trois Prix Vladimir Herzog, en 2009, 2010 et 2012.
Elle est la nièce du journaliste Luiz Eduardo Merlino, mort durant la dictature militaire brésilienne. Elle a mené l'accusation contre Carlos Alberto Brilhante Ustra, condamné en 2012 pour la mort de Luiz Eduardo Merlino.

## Publications
- Infância Roubada: crianças atingidas pela Ditadura Militar no Brasil (2014), organisatrice[5].
- A Invasão Corinthiana (2011), avec Igor Ojeda[13].
- Luta, Substantivo Feminino: mulheres torturadas, desaparecidas e mortas na resistência à ditadura (2010), avec Igor Ojeda[14].

## Prix
- Prix Vladimir Herzog, 2012, catégorie Revue, pour "Porque a Justiça não pune os ricos", Caros Amigos (pt)[15].
- Prix Vladimir Herzog, 2010, catégorie Revue, pour "Grupos de extermínio matam com a certeza da impunidade", Caros Amigos[16].
- Prix Vladimir Herzog, 2009, catégorie Web, pour "Uma missa para um torturador", Caros Amigos, avec Lucia de Fátima Rodrigues Gonçalves[17].